# New Johnsonville
New Johnsonville is een plaats (city) in de Amerikaanse staat Tennessee, en valt bestuurlijk gezien onder Humphreys County.

## Demografie
Bij de volkstelling in 2000 werd het aantal inwoners vastgesteld op 1905.
In 2006 is het aantal inwoners door het United States Census Bureau geschat op 1982, een stijging van 77 (4.0%).

## Geografie
Volgens het United States Census Bureau beslaat de plaats een oppervlakte van
18,3 km², waarvan 14,5 km² land en 3,8 km² water.

## Plaatsen in de nabije omgeving
De onderstaande figuur toont nabijgelegen plaatsen in een straal van 28 km rond New Johnsonville.